# Нинго (Китай)
Нинго́ (кит. упр. 宁国, пиньинь Níngguó) — Городской уезд городского округа Сюаньчэн провинции Аньхой (КНР).

## История
Во времена империи Хань эти земли входили в состав уезда Ваньлин (宛陵县), власти которого размещались на территории современного района Сюаньчжоу. В 208 году Сунь Цюань образовал из южной части уезда Ваньлин уезд Хуайань (怀安县) и город Нинго (宁国市), название для которого было выбрано из «Книги перемен». Во времена империи Суй Хуайань и Нинго были в 589 году вновь присоединены к уезду Ваньлин, переименованному в Сюаньчэн (宣城县).
После смены империи Суй на империю Тан Хуайань и Нинго были в 620 году вновь выделены из уезда Сюаньчэн, но затем опять вернулись в его состав. После этого Хуайань больше не возрождался, а в 744 году бывшие земли уездов Хуайань и Нинго были вновь выделены из уезда Сюаньчэн в качестве уезда Нинго, подчинённого округу Сюаньчэн (宣城郡).
В бурную эпоху Пяти династий и Десяти царств округ Сюаньчэна стал областью Сюаньчжоу (宣州). При империи Сун в 1166 году область Сюаньчжоу была преобразована в Нингоскую управу (宁国府). После монгольского завоевания Нингоская управа была преобразована в Нингоский регион (宁国路). Когда повстанцы под предводительством Чжу Юаньчжана в 1367 году захватили эти места, то ими была восстановлена Нингоская управа, и она просуществовала вплоть до Синьхайской революции 1911 года, после которой в результате административной реформы управы были упразднены.
После того, как во время гражданской войны эти места перешли под контроль коммунистов, в мае 1949 года был образован Специальный район Сюаньчэн (宣城专区), и уезд вошёл в его состав. В 1951 году Специальный район Сюаньчэн был расформирован, и уезд перешёл в состав Специального района Уху (芜湖专区), который в 1971 году был переименован в Округ Уху (芜湖地区).
В 1973 году город Уху был выведен из состава округа, став городом провинциального подчинения. В 1980 году уезд Уху был передан в подчинение властям города Уху, а органы власти округа переехали из уезда Уху в уезд Сюаньчэн, после чего Округ Уху был переименован в Округ Сюаньчэн (宣城地区).
В 1997 году уезд Нинго был преобразован в городской уезд.
В 2000 году постановлением Госсовета КНР округ Сюаньчэн был преобразован в городской округ, и городской уезд вошёл в его состав.

## Административное деление
Городской уезд делится на 6 уличных комитетов, 8 посёлков, 4 волости и 1 национальную волость.
В августе 2008 года в связи со строительством в городском уезде Нинго Ганкоуваньской ГЭС жители волости Дунъань были полностью переселены на территорию госхоза Тяньху района Сюаньчжоу, где был создан посёлок Тяньху подчинённый властям городского уезда Нинго; таким образом на территории района Сюаньчжоу образовался анклав городского уезда Нинго.